# Andreas Cervin
Andreas Cervin (Falkenberg, 1888. október 31. – Göteborg, 1972. február 14.) olimpiai bajnok svéd tornász.
Részt vett az 1908. évi nyári olimpiai játékokon, és tornában csapat összetettben aranyérmes lett.
Klubcsapata a Göteborgs GF volt.